# 各年のメキシコの一覧

メキシコの国旗

各年のメキシコの一覧（かくねんのメキシコのいちらん）は、メキシコの各年ごとの記事の一覧。この一覧ではメキシコの各年ごとの記事の他、各世紀と各年代、メキシコの各分野における各年ごとの記事についても取り扱う。

## 一覧

### 16世紀
- 1510年代
  - 1517年のメキシコ（スペイン語版）
- 1520年代
  - 1528年のメキシコ（スペイン語版）
- 1540年代
  - 1548年のメキシコ（スペイン語版）
- 1560年代
  - 1566年のメキシコ（スペイン語版）

### 17世紀
- 1650年代
  - 1651年のメキシコ（スペイン語版）
- 1660年代
  - 1664年のメキシコ（スペイン語版）
- 1690年代
  - 1695年のメキシコ（スペイン語版）

### 18世紀
- 1710年代
  - 1711年のメキシコ（スペイン語版）
- 1730年代
  - 1737年のメキシコ（スペイン語版）
- 1760年代
  - 1760年のメキシコ（スペイン語版）
- 1770年代
  - 1770年のメキシコ（スペイン語版） 1775年のメキシコ（スペイン語版）
- 1780年代
  - 1781年のメキシコ（スペイン語版） 1787年のメキシコ（スペイン語版）
- 1790年代
  - 1792年のメキシコ（スペイン語版） 1799年のメキシコ（スペイン語版）

### 19世紀
- 1800年代
  - 1800年のメキシコ（スペイン語版） 1801年のメキシコ（スペイン語版） 1806年のメキシコ（スペイン語版） 1808年のメキシコ（スペイン語版） 1809年のメキシコ（スペイン語版）
- 1810年代
  - 1810年のメキシコ（英語版） 1811年のメキシコ（スペイン語版） 1812年のメキシコ（スペイン語版） 1813年のメキシコ（スペイン語版） 1814年のメキシコ（スペイン語版）
  - 1815年のメキシコ（スペイン語版） 1816年のメキシコ（スペイン語版） 1817年のメキシコ（スペイン語版） 1818年のメキシコ（スペイン語版） 1819年のメキシコ（スペイン語版）
- 1820年代
  - 1820年のメキシコ（スペイン語版） 1821年のメキシコ（英語版） 1822年のメキシコ（スペイン語版） 1823年のメキシコ（スペイン語版） 1824年のメキシコ（スペイン語版）
  - 1826年のメキシコ（スペイン語版） 1828年のメキシコ（スペイン語版） 1829年のメキシコ（英語版）
- 1830年代
  - 1830年のメキシコ（英語版） 1831年のメキシコ（英語版） 1833年のメキシコ（スペイン語版） 1834年のメキシコ（スペイン語版）
  - 1835年のメキシコ（英語版） 1836年のメキシコ（英語版） 1839年のメキシコ（英語版）
- 1840年代
  - 1840年のメキシコ（スペイン語版） 1842年のメキシコ（英語版） 1843年のメキシコ（英語版）
  - 1845年のメキシコ（スペイン語版） 1846年のメキシコ（英語版） 1847年のメキシコ（英語版） 1848年のメキシコ（英語版） 1849年のメキシコ（スペイン語版）
- 1850年代
  - 1850年のメキシコ（スペイン語版） 1853年のメキシコ（英語版） 1854年のメキシコ（スペイン語版）
  - 1855年のメキシコ（スペイン語版） 1857年のメキシコ（英語版） 1859年のメキシコ（スペイン語版）
- 1860年代
  - 1860年のメキシコ（英語版） 1861年のメキシコ（スペイン語版） 1862年のメキシコ（英語版） 1863年のメキシコ（英語版） 1864年のメキシコ（英語版）
  - 1865年のメキシコ（スペイン語版） 1866年のメキシコ（スペイン語版） 1867年のメキシコ（英語版） 1868年のメキシコ（スペイン語版） 1869年のメキシコ（スペイン語版）
- 1870年代
  - 1870年のメキシコ（スペイン語版） 1871年のメキシコ（スペイン語版） 1872年のメキシコ（スペイン語版） 1873年のメキシコ（スペイン語版）
  - 1876年のメキシコ（スペイン語版） 1877年のメキシコ（スペイン語版） 1879年のメキシコ（スペイン語版）
- 1880年代
  - 1880年のメキシコ（スペイン語版） 1884年のメキシコ（英語版）
  - 1887年のメキシコ（スペイン語版） 1888年のメキシコ（英語版） 1889年のメキシコ（スペイン語版）
- 1890年代
  - 1890年のメキシコ（スペイン語版） 1891年のメキシコ（英語版） 1892年のメキシコ（スペイン語版） 1893年のメキシコ（スペイン語版） 1894年のメキシコ（スペイン語版）
  - 1895年のメキシコ（スペイン語版） 1896年のメキシコ（スペイン語版） 1899年のメキシコ（スペイン語版）
- 1900年代
  - 1900年のメキシコ（スペイン語版）

### 20世紀
- 1900年代
  - 1901年のメキシコ（スペイン語版） 1902年のメキシコ（スペイン語版） 1903年のメキシコ（スペイン語版） 1904年のメキシコ（スペイン語版）
  - 1905年のメキシコ（スペイン語版） 1906年のメキシコ（スペイン語版） 1907年のメキシコ（スペイン語版） 1908年のメキシコ（スペイン語版） 1909年のメキシコ（スペイン語版）
- 1910年代
  - 1910年のメキシコ（スペイン語版） 1911年のメキシコ（英語版） 1912年のメキシコ（英語版） 1913年のメキシコ（英語版） 1914年のメキシコ（英語版）
  - 1915年のメキシコ（英語版） 1916年のメキシコ（英語版） 1917年のメキシコ（英語版） 1918年のメキシコ（英語版） 1919年のメキシコ（英語版）
- 1920年代
  - 1920年のメキシコ（英語版） 1921年のメキシコ（スペイン語版） 1922年のメキシコ（スペイン語版） 1923年のメキシコ（スペイン語版） 1924年のメキシコ（スペイン語版）
  - 1925年のメキシコ（スペイン語版） 1926年のメキシコ（英語版） 1927年のメキシコ（英語版） 1928年のメキシコ（英語版） 1929年のメキシコ（スペイン語版）
- 1930年代
  - 1930年のメキシコ（スペイン語版） 1931年のメキシコ（スペイン語版） 1932年のメキシコ（スペイン語版） 1933年のメキシコ（スペイン語版） 1934年のメキシコ（英語版）
  - 1935年のメキシコ（スペイン語版） 1936年のメキシコ（英語版） 1937年のメキシコ（スペイン語版） 1938年のメキシコ（スペイン語版） 1939年のメキシコ（スペイン語版）
- 1940年代
  - 1940年のメキシコ（スペイン語版） 1941年のメキシコ（スペイン語版） 1942年のメキシコ（スペイン語版） 1943年のメキシコ（スペイン語版） 1944年のメキシコ（スペイン語版）
  - 1945年のメキシコ（スペイン語版） 1946年のメキシコ（スペイン語版） 1947年のメキシコ（スペイン語版） 1948年のメキシコ（スペイン語版） 1949年のメキシコ（スペイン語版）
- 1950年代
  - 1950年のメキシコ（英語版） 1951年のメキシコ（英語版） 1952年のメキシコ（英語版） 1953年のメキシコ（スペイン語版） 1954年のメキシコ（英語版）
  - 1955年のメキシコ（英語版） 1956年のメキシコ（英語版） 1957年のメキシコ（スペイン語版） 1958年のメキシコ（英語版） 1959年のメキシコ（英語版）
- 1960年代
  - 1960年のメキシコ（スペイン語版） 1961年のメキシコ（スペイン語版） 1962年のメキシコ（英語版） 1963年のメキシコ（スペイン語版） 1964年のメキシコ（英語版）
  - 1965年のメキシコ（スペイン語版） 1966年のメキシコ（スペイン語版） 1967年のメキシコ（スペイン語版） 1968年のメキシコ（英語版） 1969年のメキシコ（英語版）
- 1970年代
  - 1970年のメキシコ（英語版） 1971年のメキシコ（英語版） 1972年のメキシコ（英語版） 1973年のメキシコ（英語版） 1974年のメキシコ（スペイン語版）
  - 1975年のメキシコ（スペイン語版） 1976年のメキシコ（英語版） 1977年のメキシコ（英語版） 1978年のメキシコ（スペイン語版） 1979年のメキシコ（英語版）
- 1980年代
  - 1980年のメキシコ（英語版） 1981年のメキシコ（スペイン語版） 1982年のメキシコ（英語版） 1983年のメキシコ（英語版） 1984年のメキシコ（英語版）
  - 1985年のメキシコ（英語版） 1986年のメキシコ（英語版） 1987年のメキシコ（スペイン語版） 1988年のメキシコ（英語版） 1989年のメキシコ（英語版）
- 1990年代
  - 1990年のメキシコ（英語版） 1991年のメキシコ（英語版） 1992年のメキシコ（英語版） 1993年のメキシコ（英語版） 1994年のメキシコ（英語版）
  - 1995年のメキシコ（英語版） 1996年のメキシコ（英語版） 1997年のメキシコ（英語版） 1998年のメキシコ（英語版） 1999年のメキシコ（英語版）
- 2000年代
  - 2000年のメキシコ（英語版）

### 21世紀
- 2000年代
  - 2001年のメキシコ（英語版） 2002年のメキシコ（英語版） 2003年のメキシコ（英語版） 2004年のメキシコ（英語版）
  - 2005年のメキシコ（英語版） 2006年のメキシコ（英語版） 2007年のメキシコ（英語版） 2008年のメキシコ（英語版） 2009年のメキシコ（英語版）
- 2010年代
  - 2010年のメキシコ（英語版） 2011年のメキシコ（英語版） 2012年のメキシコ（英語版） 2013年のメキシコ（英語版） 2014年のメキシコ（英語版）
  - 2015年のメキシコ（英語版） 2016年のメキシコ（英語版） 2017年のメキシコ（英語版） 2018年のメキシコ（英語版） 2019年のメキシコ（英語版）
- 2020年代
  - 2020年のメキシコ（英語版）

## 文化と芸術

### 映画
- List of Mexican films（英語版）